# John Cocke
John Cocke (Charlotte, 30 maggio 1925 – 16 luglio 2002) è stato un informatico statunitense, considerato il padre dell'architettura RISC. Ha ricevuto il premio Turing nel 1987.